# Игнатьево (Чарозерское сельское поселение)
Игнатьево — деревня в Кирилловском районе Вологодской области.
Входит в состав Чарозерского сельского поселения, с точки зрения административно-территориального деления — в Коротецкий сельсовет.
Расстояние до районного центра Кириллова по автодороге — 65,8 км, до центра муниципального образования Чарозера по прямой — 18 км. Ближайшие населённые пункты — Киселево, Булыкино, Бараково, Коротецкая, Ромашево, Горка-1, Скребино.
По переписи 2002 года население — 9 человек.